# منك أوروبي
منك أوروبي (الاسم العلمي: Mustela lutreola) (بالإنجليزية: European Mink)‏ هو نوع من الحيوانات يتبع جنس ابن عرس من فصيلة العرسيات.